# ويلفريد شونجو
ويلفريد بونجي (بالإنجليزية: Wilfred Bungei) مواليد 24 يوليو 1980 في كينيا، هو عداء كيني متخصص في 800 متر. شارك في دورة الألعاب الأولمبية وحصل على الميدالية الذهبية.

## الميداليات
| الميدالية | المسابقة                                    |
| --------- | ------------------------------------------- |
| ذهبية     | الألعاب الأولمبية الصيفية 2008              |
| فضية      | بطولة العالم لألعاب القوى 2001              |
| ذهبية     | بطولة العالم لألعاب القوى داخل الصالات 2006 |

## روابط خارجية
- ويلفريد شونجو على موقع الاتحاد الدولي لألعاب القوى (الإنجليزية)
- ويلفريد شونجو على موقع اللجنة الأولمبية الدولية (الإنجليزية)
- ويلفريد شونجو على موقع أوليمبيديا (الإنجليزية)